# Trujillo Alto
Trujillo Alto ist eine der 78 Gemeinden von Puerto Rico.
Sie gehört zur Metropolregion der Stadt San Juan und verfügt über einen Damm, welcher San Juan mit Wasser versorgt. Sie hatte 2019 eine Einwohnerzahl von 63.674 Personen.

## Geschichte
Das Gebiet des heutigen Trujillo Alto gehörte zur Taíno-Region Cayniabón, die sich von der Nordostküste Puerto Ricos bis in die zentrale Region der Insel erstreckte. Archäologische Funde haben zwei Orte innerhalb der Gemeinde Trujillo Alto mit archäologischer Bedeutung identifiziert: Las Cuevas, das von Irving Rouse untersucht wurde, und Quebrada Grande.
Nach der spanischen Kolonisation begannen sich Familien auf beiden Seiten des Río Grande de Loíza niederzulassen. Im 17. Jahrhundert gewährte die spanische Krone Alonso Pizarro Hermona aus Trujillo in Spanien eine riesige Ranch, die sich über die Region erstreckte. Die Bewohner begannen, seinen Familiennamen zu verwenden, um den Ort zu bezeichnen. Schließlich gingen die Einwohner zum Gouverneur und baten um die Erlaubnis, eine Kapelle zu bauen, was eine Voraussetzung für die offizielle Gründung einer Stadt war. Trotz einiger Widerstände wurde Trujillo Alto am 8. Januar 1801 unter dem Namen Santa Cruz de Trujillo gegründet. Um 1820 wurde der Name "Trujillo Alto" mehr verwendet, um die Stadt von der von Trujillo Bajo (die später als Carolina bekannt wurde) zu unterscheiden.
1826 verbesserte sich die Kommunikation von und zur Stadt durch den Bau von zwei Brücken: eine in den Río Piedras und die andere in den Río Grande. Im Jahr 1844 bestand Trujillo Alto aus nur fünf Barrios. Ein paar Jahre später wurde die erste Schule gebaut. Während dieser Zeit ging die Bevölkerung allerdings aufgrund einer Cholera-Epidemie deutlich zurück.
Puerto Rico wurde nach dem Spanisch-Amerikanischen Krieg im Rahmen des Pariser Vertrags von 1898 von Spanien abgetreten und wurde ein Territorium der Vereinigten Staaten. Im Jahr 1899 führten die Vereinigten Staaten ihre erste Volkszählung in Puerto Rico durch und stellten fest, dass die Einwohnerzahl von Trujillo Alto 5.683 betrug.
Im Jahr 1902 verabschiedete die Gesetzgebende Versammlung von Puerto Rico ein Gesetz zur Konsolidierung bestimmter Gemeinden. Infolgedessen wurde Trujillo Alto in die Stadt Carolina eingemeindet. Im Jahr 1905 hob jedoch ein neues Gesetz das vorherige auf und machte Trujillo Alto wieder zu einer eigenständigen Gemeinde.
Die Nähe der Stadt zur Hauptstadt San Juan führte zu einem bedeutenden Wachstum und Entwicklung der Region. Während des 20. Jahrhunderts stieg die Bevölkerung von Trujillo Alto dramatisch an.

## Gliederung
Die Gemeinde ist in 8 Barrios aufgeteilt:
1. Carraízo
2. Cuevas
3. Dos Bocas
4. La Gloria
5. Quebrada Grande
6. Quebrada Negrito
7. St. Just
8. Trujillo Alto barrio-pueblo

## Söhne und Töchter der Stadt
- Yolandita Monge (* 1955), Schauspielerin
- José Ruíz Matos  (1966–1997), Boxer
- José López (* 1972), Boxer